# San Lorenzo de Calatrava
San Lorenzo de Calatrava es un municipio y localidad española de la provincia de Ciudad Real, en la comunidad autónoma de Castilla-La Mancha. El término municipal tiene una población de 137 habitantes.

## Geografía

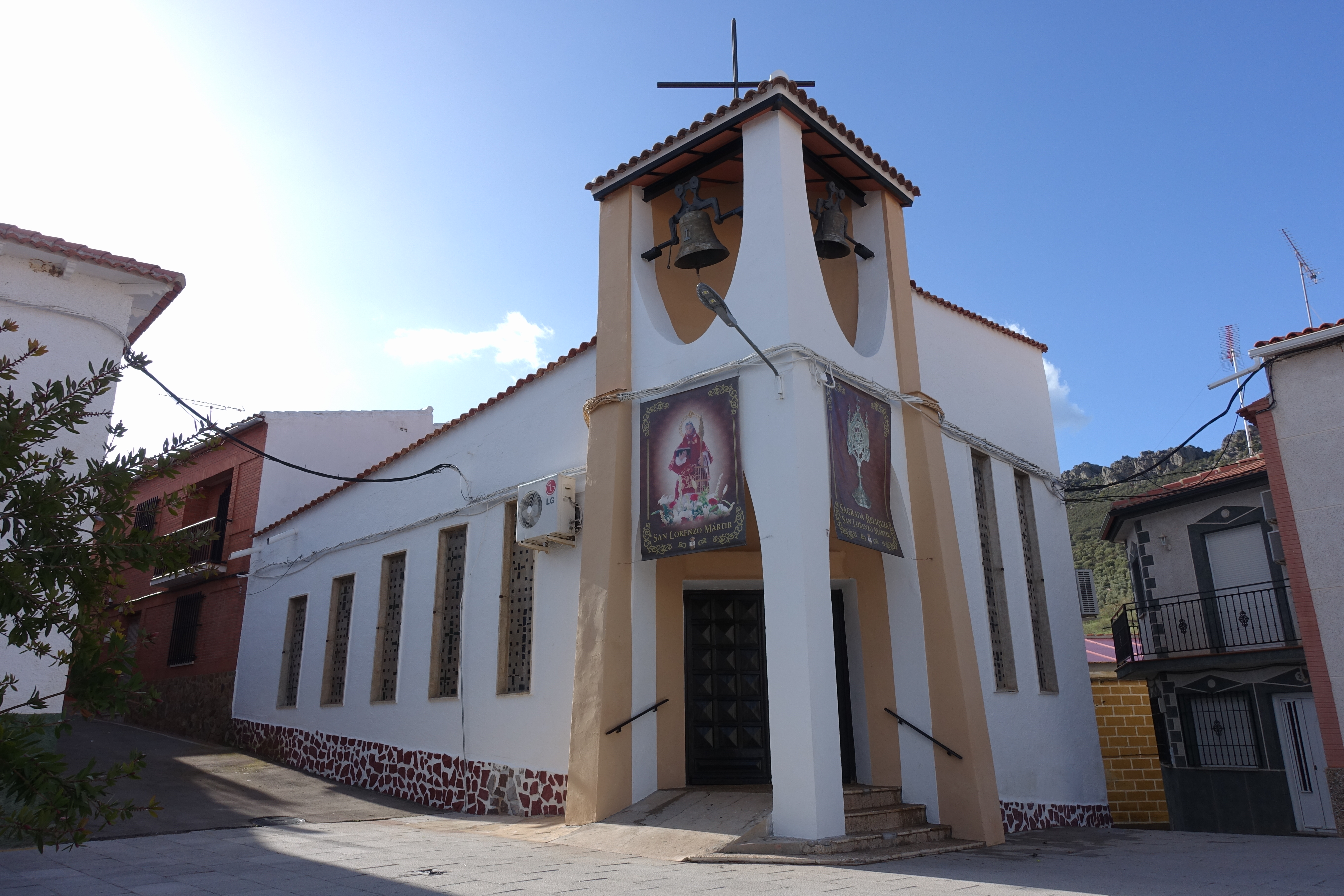
Iglesia de San Lorenzo Mártir

El municipio, que se encuentra ubicado en Sierra Morena, limita con los de Calzada de Calatrava, Viso del Marqués, Baños de la Encina y Mestanza.

## Historia

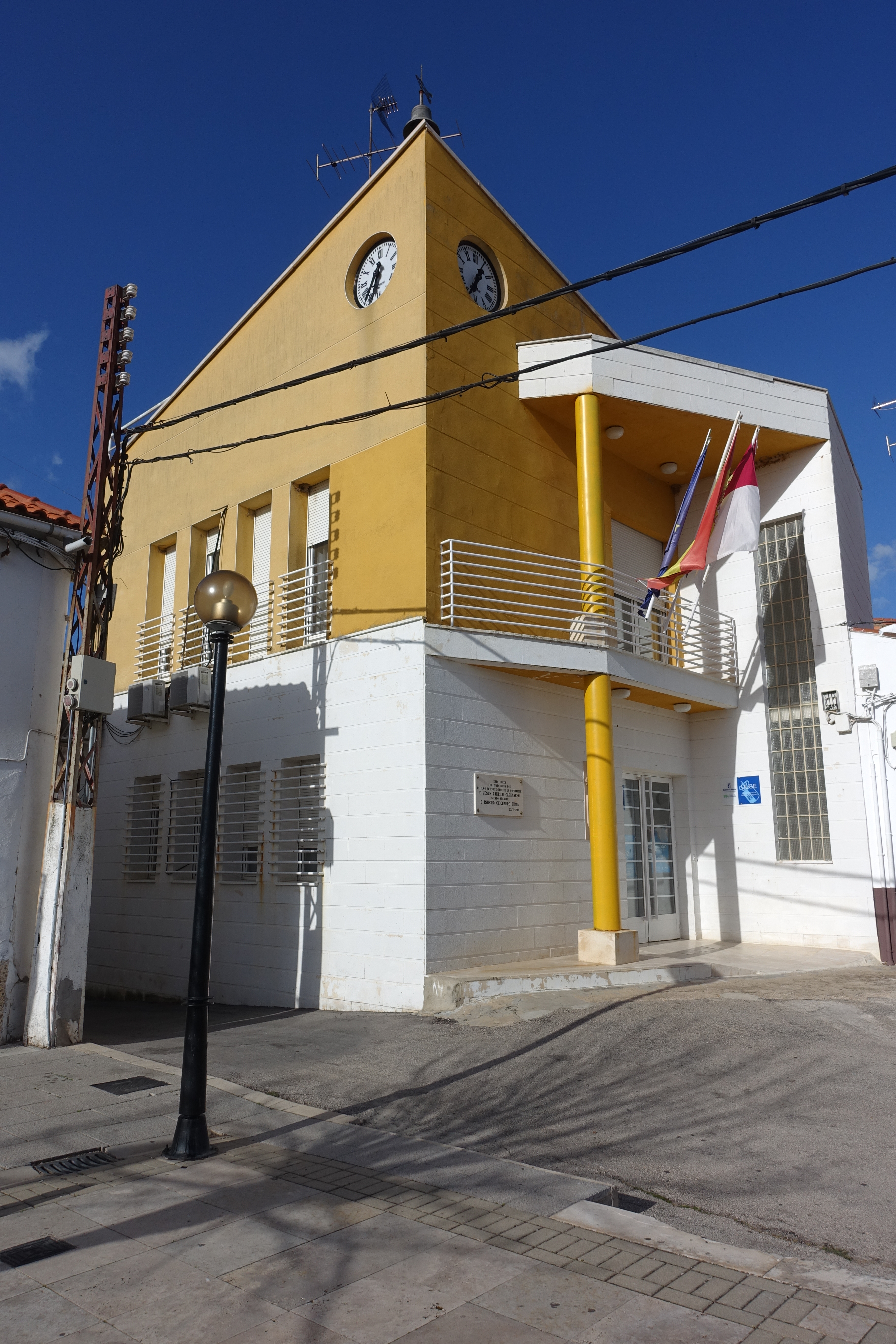
Casa consistorial

La localidad perteneció al ayuntamiento de Mestanza hasta 1842, cuando se constituyó como municipio.
A mediados del siglo XIX, el lugar contaba con una población censada de 435 habitantes. La localidad aparece descrita en el décimo volumen del Diccionario geográfico-estadístico-histórico de España y sus posesiones de Ultramar de Pascual Madoz de la siguiente manera:

LORENZO (San): l. con ayunt. en la prov. de Ciudad-Real (10 leg.), part. jud. de Almodovar del Campo (7), aud. terr. de Albacete (32), dioc de Toledo (26), c. g. de Castilla la Nueva (Madrid 36). sit. en los confines de la prov. con la de Jaen, entre las asperezas de Sierra Morena: es de clima templado, reinan los vientos ES. y O., y se padecen calenturas estacionales: tiene 150 casas de solo un piso y muchas cubiertas de retamas; una escuela de niños y niñas dotada con 1,100 rs. de los fondos públicos; una igl. parr. dedicada á San Lorenzo, filial de la de Mestanza y varias fuentes en las inmediaciones. Confina el térm. por N. con el de la Calzada de Calatrava; E. Viso del Marqués; S. Baños (Jaen), O. Mestanza á dist. de 1/2 leg. á 1 1/2, y comprende una venta llamada del Robledo y algunos cortijos de corta consideracion: le baña el arroyo cabral, que tiene su origen en los Morales, y se une en el sitio del Chorrillo con el Fresnedas; este entra por la parte del N. y sitio llamado el Términillo, dirigiéndose al S. y entra en Jandula en la citada prov. de Jaen: el terreno es montuoso en algunos valles: los caminos vecinales: el correo se recibe en Manzanares por balijero 2 veces á la semana. prod.: trigo, cebada, centeno, garbanzos, lino, miel y patatas; se mantiene ganado vacuno, cabrío, lanar y de cerda, y se cria caza mayor y menor. pobl.: 87 vec., 435 almas. cap. imp.: 11,658 rs. contr.: por todos conceptos con inclusion de culto y clero 6,461.
Este pueblo era aldea de Mestanza y se creó ayuntamiento en 1842.
(Madoz, 1847, p. 382)

Hasta la reforma de la nomenclatura municipal de 1916 el municipio se llamaba simplemente San Lorenzo. En dicha fecha su nombre fue modificado por el de San Lorenzo de Calatrava.

## Demografía
San Lorenzo de Calatrava cuenta con una población de 197 habitantes (INE 2024).
| Gráfica de evolución demográfica de San Lorenzo de Calatrava entre 1842 y 2021 |
| |
| Población de derecho según los censos de población del INE Población de hecho según los censos de población del INEEn estos censos se denominaba San Lorenzo: 1842, 1857, 1860, 1877, 1887, 1897, 1900 y 1910 |

| 361           | 324 | 318 | 279 | 289 | 232 | 231 |
| (Fuente: INE) |     |     |     |     |     |     |

## Patrimonio
En la localidad se encuentra una iglesia bajo la advocación de San Lorenzo.

## Fiestas
- Las fiestas grandes son el día 10 de agosto en honor al patrón del pueblo, San Lorenzo Mártir. En la localidad se conserva un pequeño hueso de dicho santo como reliquia, la cual se procesiona el día 10 de abril.
- También se celebra con unos dulces especiales (hornazos) el día de San Marcos (25 de abril).
- El día de San Isidro se celebra con una romería en el campo (15 de mayo).
- Uno de los momentos que más expectación levanta de la Semana Santa, es la cita con el Juego de las caras el Viernes Santo, es el único juego profano que se celebra en Castilla-La Mancha.